# Haaltert
Haaltert is een plaats en gemeente in de Belgische provincie Oost-Vlaanderen. De gemeente telt ruim 19.000 inwoners. De huidige gemeente Haaltert ontstond in 1977 door samenvoeging van de toenmalige (dorp)gemeenten Haaltert, Denderhoutem, Heldergem en Kerksken. Ook de helft van het gehucht Terjoden van de toen ontbonden gemeente Erembodegem werd bij de nieuwe gemeente gevoegd. De plaats ligt in de Denderstreek.
Inwoners van deze gemeente worden 'Haaltenaars' genoemd, 'Oiltjnèrs' in het dialect. De spotnaam voor de Haaltenaars is 'stoefer' of ook wel 'chiprioot', genoemd naar hun ex-burgemeester Willy Michiels die de bijnaam "de chipper" had.

## Geschiedenis[2][3]

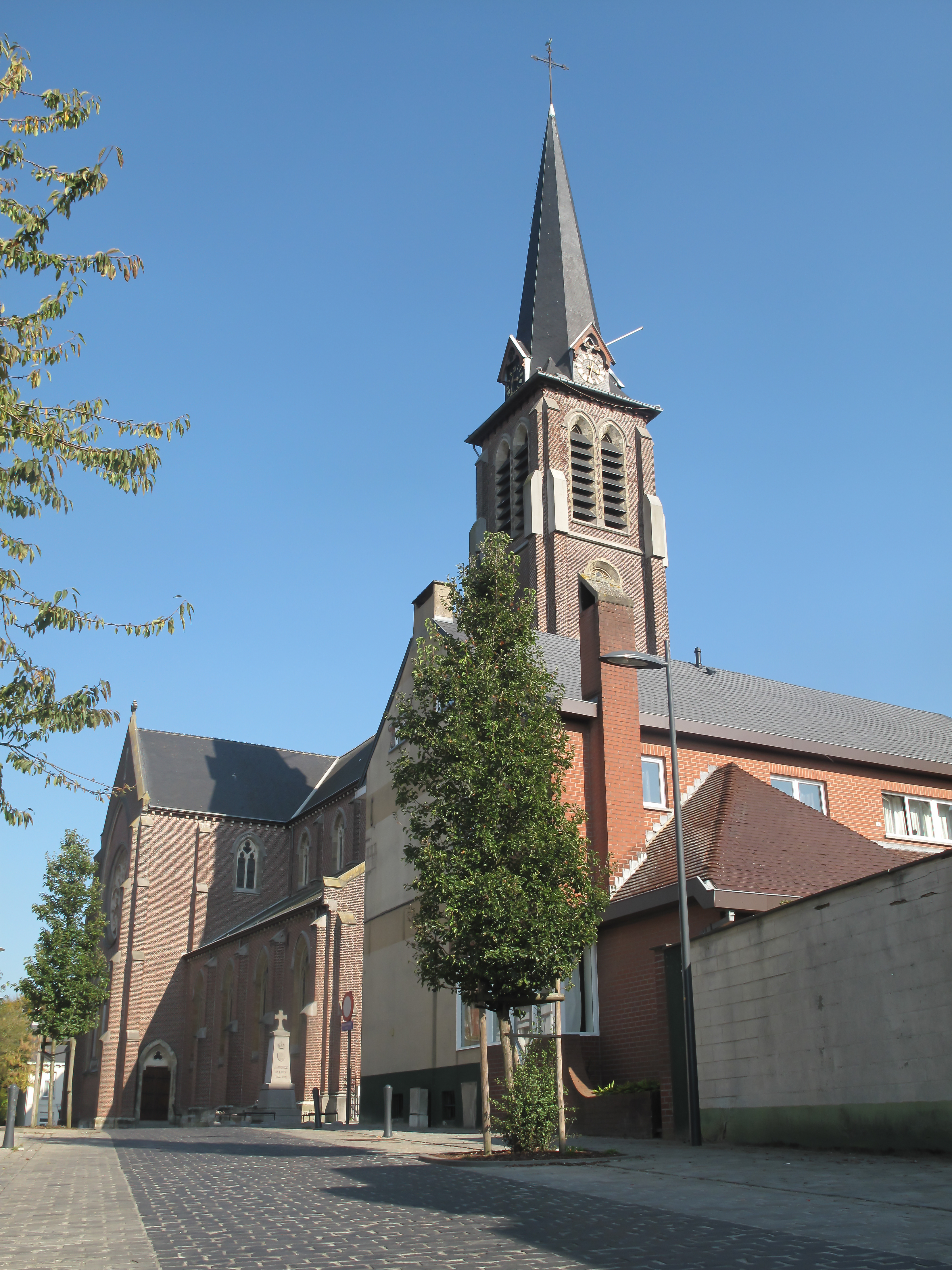
Haaltert, Sint Gorikskerk

Men vond in Haaltert sporen van de Romeinse aanwezigheid. De oudste dorpscultuur dateert uit de Frankische tijd. Daarvan getuigen plaatsnamen als Brantegem en Gotegem. Het christendom werd hier gepredikt door de H. Amandus. Het eerste monnikenklooster situeerde zich in het gehucht Brantegem.
Haaltert werd het eerst vermeld in een oorkonde uit 1046. De toenmalige eigenaar van het dorp Ingelbertus van Haletrut stichtte er een kapittel van 12 kanunniken in de Sint-Gorikskerk. Wegens onveiligheid op het platte land verhuisde het kapittel in 1495 naar de Sint-Maartenskerk in Aalst.
Tot aan de Franse overheersing behoorde Haaltert tot het Land van Rotselaer binnen het Land van Aalst. Het blazoen van de heren van Rotselaer was drie rode klauwende leeuwen, blauw getongd op een zilveren veld. Het is nu het wapenschild van (groot) Haaltert. Het bezat een schepenbank, met name het prinselijk leenhof de Schijvinc. De schepenbank zetelde in de burcht.
Later kwam het dorp in bezit van de graven van Vlaanderen. Vast staat dat graaf Ferrand van Vlaanderen, Haaltert in leen gaf aan Michiel van Boulaere in 1227. Michiel stierf vóór 1230 en had geen kinderen. Het is dus niet bekend wat er verder met Haaltert gebeurde.
Wanneer Haaltert in bezit kwam van de Brabantse heren van Rotselaar is onbekend. In 1279 werd Gerard van Rotselaer vermeld als heer van “Halstert”
De heerlijkheid Haaltert en omliggende dorpen Kerksken, Denderhoutem, Aaigem, Vlekkem en Heldergem kreeg alzo de naam "Land van Rotselaer". 
Toen Willem II van Rotselaar in 1331 huwde met een bastaarddochter van Jan III hertog van Brabant werd de heerlijkheid verkocht aan Hendrik van Vlaanderen, waarschijnlijk als een soort bruidsschat.
Hendrik was heer van Ninove, Ninove werd aldus verenigd met de heerlijkheid het land van Rotselaer. Na het overlijden van Hendrik II van Ninove, viel het Land van Rotselaer terug aan de graven van Vlaanderen.
Later werd de heerlijkheid onder meer in 1558 verpand aan Erik II, hertog van Brunswijk-Calenberg; Lamoraal 4de graaf van Egmond (1564) en later de families Valdez, Hoorne, Hapaert, De Lamberts de Cortenbach, Du Bois en de Aranda. De opbrengsten van de heerlijkheid werden gesplitst in 3 delen.
Eeuwenlang was Haaltert een landbouwersdorp waar hoofdzakelijk hop, vlas en koolzaad geteeld werden. De Vlasmis ter ere van Sint-Laurentius herinnert aan de eens zo bloeiende vlasteelt. Enkele belangrijke hoeven: Hof te Culsbroek, Hof ter Wilgen, Hof te Rode, Hof Stoys (hof ten Haze). Een 10-tal brouwerijen en 4 molens (3 windmolens en één watermolen) zorgden eveneens voor een economische bedrijvigheid. 
Begin 1900 stichtte men in Haaltert kantscholen en in 1930 werkten hier nog honderden thuiswerksters voor een 30-tal kantuitgevers. Haaltert wordt niet ten onrechte Kantwerkstergemeente genoemd. Door de industrialisatie verdween de thuisarbeid en schakelde men over op pendelarbeid.
In 1976 werden vier gemeenten en een deel van Erembodegem (Terjoden) gefusioneerd, en kreeg de naam: Haaltert met ca. 17000 inwoners.

## Geografie
Een deel van de waterlopen die er stromen behoren tot het stroomgebied van de Molenbeek-Ter Erpenbeek.

### Deelgemeenten
|   | Naam         | Opp. (km²) | Inwoners (2020) | Inwoners per km² | NIS-code |
| - | ------------ | ---------- | --------------- | ---------------- | -------- |
| 1 | Haaltert     | 10,27      | 8.119           | 791              | 41024A   |
| 2 | Denderhoutem | 12,29      | 5.878           | 478              | 41024B   |
| 3 | Kerksken     | 3,17       | 2.736           | 864              | 41024C   |
| 4 | Heldergem    | 4,70       | 1.843           | 393              | 41024D   |

## Bezienswaardigheden
Zie ook: Lijst van onroerend erfgoed in Haaltert
- De Sint-Gorikskerk[8]
- De Kapel Maria-van-Bijstand aan de Houtmarkt.

## Natuur en landschap
Westelijk van Haaltert stroomt de Molenbeek-Ter Erpenbeek en zuidoostelijk van de kom stroomt de Molenbeek. De hoogte varieert van 26-68 meter.
Een natuurgebied is Den Dotter, gelegen ten westen van de dorpskom.

## Demografie

### Demografische evolutie voor de fusie
- Bronnen:NIS, Opm:1831 t/m 1970=volkstellingen;1976=inwonertal op 31 december

### Demografische ontwikkeling van de fusiegemeente
Alle historische gegevens hebben betrekking op de huidige gemeente, inclusief deelgemeenten, zoals ontstaan na de fusie van 1 januari 1977.
- Bronnen:NIS, Opm:1831 tot en met 1981=volkstellingen; 1990 en later= inwonertal op 1 januari

| Inwoners van jaar tot jaar op 1 januari 1992 tot heden | Inwoners van jaar tot jaar op 1 januari 1992 tot heden | Inwoners van jaar tot jaar op 1 januari 1992 tot heden |
| jaar                                                   | Aantal                                                 | Evolutie: 1992=index 100                               |
| ------------------------------------------------------ | ------------------------------------------------------ | ------------------------------------------------------ |
| 1992                                                   | 16.923                                                 | 100,0                                                  |
| 1993                                                   | 16.988                                                 | 100,4                                                  |
| 1994                                                   | 17.065                                                 | 100,8                                                  |
| 1995                                                   | 17.136                                                 | 101,3                                                  |
| 1996                                                   | 17.172                                                 | 101,5                                                  |
| 1997                                                   | 17.241                                                 | 101,9                                                  |
| 1998                                                   | 17.228                                                 | 101,8                                                  |
| 1999                                                   | 17.265                                                 | 102,0                                                  |
| 2000                                                   | 17.274                                                 | 102,1                                                  |
| 2001                                                   | 17.206                                                 | 101,7                                                  |
| 2002                                                   | 17.178                                                 | 101,5                                                  |
| 2003                                                   | 17.164                                                 | 101,4                                                  |
| 2004                                                   | 17.104                                                 | 101,1                                                  |
| 2005                                                   | 17.122                                                 | 101,2                                                  |
| 2006                                                   | 17.255                                                 | 102,0                                                  |
| 2007                                                   | 17.442                                                 | 103,1                                                  |
| 2008                                                   | 17.528                                                 | 103,6                                                  |
| 2009                                                   | 17.642                                                 | 104,2                                                  |
| 2010                                                   | 17.668                                                 | 104,4                                                  |
| 2011                                                   | 17.668                                                 | 104,4                                                  |
| 2012                                                   | 17.709                                                 | 104,6                                                  |
| 2013                                                   | 17.797                                                 | 105,2                                                  |
| 2014                                                   | 17.901                                                 | 105,8                                                  |
| 2015                                                   | 17.962                                                 | 106,1                                                  |
| 2016                                                   | 18.117                                                 | 107,1                                                  |
| 2017                                                   | 18.262                                                 | 107,9                                                  |
| 2018                                                   | 18.443                                                 | 109,0                                                  |
| 2019                                                   | 18.633                                                 | 110,1                                                  |
| 2020                                                   | 18.582                                                 | 109,8                                                  |
| 2021                                                   | 18.892                                                 | 111,6                                                  |
| 2022                                                   | 18.960                                                 | 112,0                                                  |
| 2023                                                   | 19.281                                                 | 113,9                                                  |
| 2024                                                   | 19.402                                                 | 114,6                                                  |
| 2025                                                   | 19.517                                                 | 115,3                                                  |

## Politiek

### Structuur
De gemeente Haaltert ligt in het kieskanton Herzele in het provinciedistrict Geraardsbergen, het kiesarrondissement Aalst-Oudenaarde en de kieskring Oost-Vlaanderen.
| Haaltert         | Haaltert         | Supranationaal         | Nationaal                         | Nationaal                 | Gemeenschap               | Gewest                    | Provincie                 | Arrondissement   | Provinciedistrict | Kanton          | Gemeente        |
| ---------------- | ---------------- | ---------------------- | --------------------------------- | ------------------------- | ------------------------- | ------------------------- | ------------------------- | ---------------- | ----------------- | --------------- | --------------- |
| Administratief   | Niveau           | Europese Unie          | België                            | België                    | Vlaanderen                | Vlaanderen                | Oost-Vlaanderen           | Aalst            | Aalst             | Aalst           | Haaltert        |
| Administratief   | Bestuur          | Europese Commissie     | Belgische regering                | Belgische regering        | Vlaamse regering          | Vlaamse regering          | Deputatie                 | Deputatie        | Deputatie         | Deputatie       | Gemeentebestuur |
| Administratief   | Raad             | Europees Parlement     | Kamer van volksvertegenwoordigers | Vlaams Parlement          | Vlaams Parlement          | Vlaams Parlement          | Provincieraad             | Provincieraad    | Provincieraad     | Provincieraad   | Gemeenteraad    |
| Kiesomschrijving | Kiesomschrijving | Nederlands Kiescollege | Kieskring Oost-Vlaanderen         | Kieskring Oost-Vlaanderen | Kieskring Oost-Vlaanderen | Kieskring Oost-Vlaanderen | Kieskring Oost-Vlaanderen | Aalst-Oudenaarde | Geraardsbergen    | Herzele         | Haaltert        |
| Verkiezing       | Verkiezing       | Europese               | Federale                          | Federale                  | Vlaamse                   | Vlaamse                   | Provincieraads-           | Provincieraads-  | Provincieraads-   | Provincieraads- | Gemeenteraads-  |

### Burgemeesters[10][11]

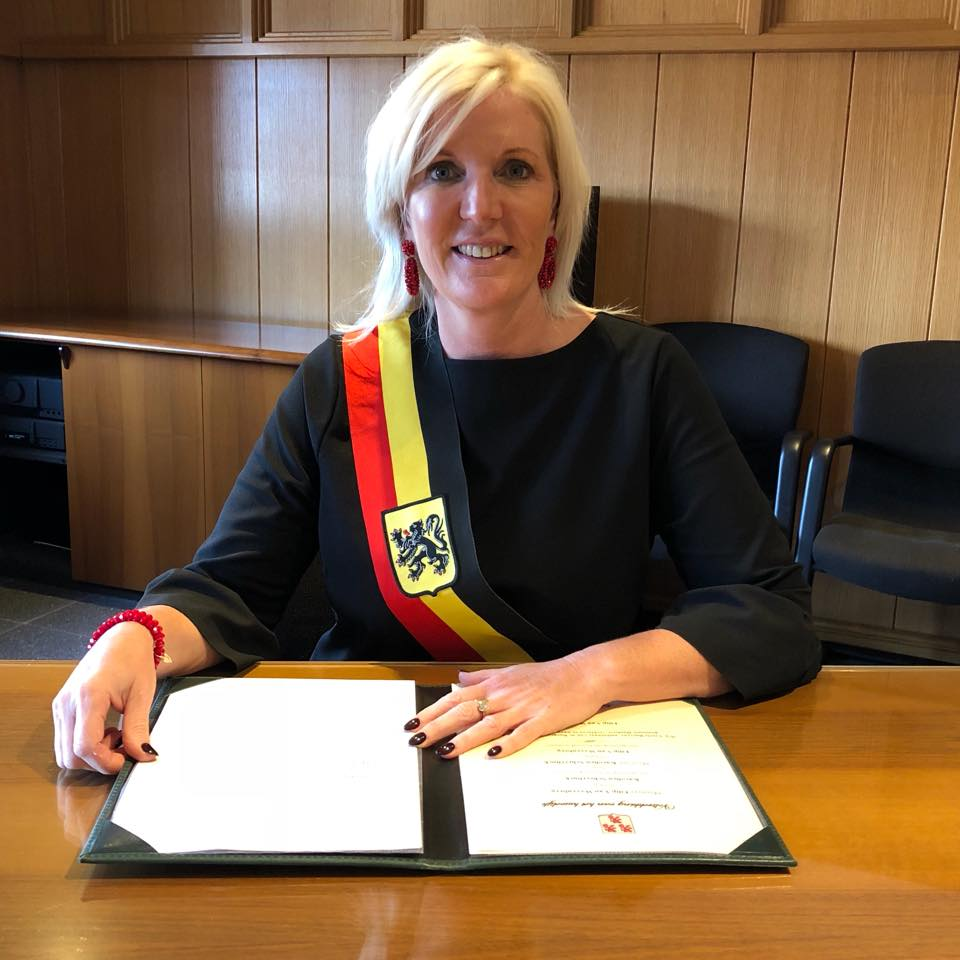
Burgemeester 2013-2024 Veerle Baeyens (1970-)

- 1831- 1858: Lodewijk de Sadeleer

Zoon van Dominicus werd eerste burgemeester van Haaltert in de nieuwe staat België.
In 1836 behaalde Lodewijk de Sadeleer opnieuw de meeste stemmen en hij begon aan zijn tweede ambtstermijn.
In 1844 bleef hetzelfde driemanschap, L. de Sadeleer (burgemeester), J -B. Van Londersele en J-B. Schouppe (schepenen) de gemeente besturen
Bij de verkiezingen in 1848 waren er 148 stemgerechtigden en Lodewijk de Sadeleer werd herkozen met 110 stemmen
Gemeenteraadsverkiezing van 2,8 oktober 1851 Bij een tussentijdse verkiezing in 1851 werd Jan-Baptist De Saedeleer -geen verwante van L. de Sadeleer- gekozen tot schepen .
Gemeenteraadsverkiezing van 31 oktober 1854
Bij deze verkiezing werden er 135 kiesgerechtigden genoteerd. Schepen De Saedeleer was zeer populair want hij behaalde 132 stemmen tegen 101 voor Lodewijk de Sadeleer. Ondanks het mindere resultaat bleef deze laatste burgemeester.
Twintig oktober 1858 werd een droevige dag voor de gemeente. Burgemeester de Sadeleer overleed na een ongeneeslijke ziekte in Geraardsbergen.
- 1858- 1860: Jaak de Sadeleer (1808-1881)[12]

Gemeenteraadsverkiezing van 23 oktober 1858
Na 'de dood van Lodewijk de Sadeleer kwam zijn jongere broer Jaak op het voorplan en stelde zich kandidaat voor de raad bij een tussentijdse verkiezing. Jaak, geboren te Haaltert op 9 februari 1808, was landbouwer-brouwer en woonde op de Hoogstraat. Hij huwde met Thérése-Ferdinanda Cosijns van Meerbeke, die eveneens stamde uit een brouwersfamilie. Twee van hun kinderen zouden zeer actief worden in de latere politiek. Emile zou later 36 jaar burgemeester zijn en Lodewijk bereikte de hoogste top in de politieke kringen van België.
Bij de verkiezing waren er 156 stemgerechtigden en de katholieke kandidaat Jaak de Sadeleer behaalde 90 stemmen. Jan-Baptist De Saedeleer werd burgemeester. Hij bestuurde samen met Jan -Baptist Van Londersele, Petrus Van den Berghe, Livien Dehondt, Jaak de Sadeleer en Benedictus Roelants, O. Coppens, J-B. Coppens, J. Redant, J. Renneboogh en H. Van den Steen.
- 1861-1879: Gustaaf Van Meldert (1813-1883)

Na zijn taak als secretaris van 1836 tot 1860 werd hij burgemeester.
Van Meldert was Liberaal en behaalde met zijn groep de volstrekte meerderheid.
Hij mag beschouwd worden als de grondlegger van het moderne Haaltert. (Verplaatsing van het kerkhof, bouw van de gemeenteschool, bouw van een nieuwe kerk, restauratie van de pastorij en modernisering (kasseien) van de buurtwegen.
- 1880-1884: Benedictus Roelants (1823-1902)

De Minister van Binnenlandse Zaken weigerde de kathoUek Lodewijk de Sadeleer te benoemen en zijn partijgenoot Benedictus Roelants omgordde de sjerp.
- 1885-1920: Emile de Sadeleer (1858-1920)

Deze telg van de familie de Sadeleer werd reeds burgemeester op 26-jarige leeftijd. Hij beheerde ook de brouwerij 'De Boomgaard' in het warandegebouw. Emile de Sadeleer bekleedde het ambt gedurende 35 jaar. Hij bleef vrijgezel en was een zeer gemoedelijke persoonlijkheid. Zat gevangen in het kamp Holzminden (Nedersaksen) tijdens het einde van WOI. Zijn ambt eindigde door zijn overlijden in 1920.
- 1917-1918: Petrus Coppens (1865-1950)

Hij werd geboren en verbleef op de hoeve in de Bruulstraat Hoek Muisstraat), in de volksmond: 'be Peke Coppens'.
De katholieke schepen nam de plaats in van de gedeporteerde burgemeester de Sadeleer en werd benoemd in 1917. Hij bleef in functie tot de terugkeer van zijn voorganger in 1918.
- 1921-1939: Charles Lauwereys (1862-1942)

Kantuitgever en woonde op het Bruulplein. Hij behoorde tot de conservatieve katholieke strekking. Eén van zijn belangrijkste realisaties was de installatie van het elektrisch net.
- 1940-1943: Karel De Middeleer (1874-1950)

Was landbouwer en werd aangesteld. Hij woonde op de hoeve in de Beernhoutstraat (Moortgatten's hof).
- 1943-1944: Theo Van Driessche (1903-1977)

De zogenaamde oorlogsburgemeester werd aangesteld op 15 juli 1943 en ontslagen op 3 september 1944. De verkozen burgemeester in 1938, baron de Sadeleer, nam toen opnieuw bezit van de burgemeesterszetel.
- 1946-1961: Baron Paul de Sadeleer (1887-1973, rust in het familiegraf op het kerkhof te Haaltert)

De baron verbleef meestal in Brussel en liet het bestuurlijk werk over aan zijn boezemvriend schepen Raymond Deleenheer. Voor de inzage en ondertekening van belangrijke dossiers kwam hij eenmaal per week naar het gemeentehuis. Paul de Sadeleer was de laatste telg uit het adellijke geslacht dat ruim 500 jaar inspraak had in de Haaltertse politiek. Advocaat Paul Baron de Sadeleer deed zijn eerste stappen in de Haaltertse politiek bij de verkiezingen in 1921. In 1926 werd de Sadeleer verkozen als schepen onder het burgemeesterschap van Charles Lauwereys. Hij beoefende dit ambt tot 1938. Na de verkiezingen van 1938 werd hij burgemeester benoemd. Door de oorlogsomstandigheden oefende hij zijn functie pas uit na WO II. Hij omgordde de sjerp tot 1961.
- 1961-1970: Arthur Vanderburght (1900-1982)

Burgemeester van mei 1961 (ontslag van de Sadeleer) tot 1970.
- 1971-1981: Georges De Leenheer (CVP)(1930- )

Deleenheer werd in 1971 de laatste burgemeester van het zelfstandige Haaltert. Hij werd eveneens verkozen als provincieraadslid voor de CVP. Gedurende zijn ambtstermijn werd de fusie voorbereid. Burgemeester Deleenheer was de sleutelfiguur bij de onderhandelingen met de familie de Sadeleer voor de aankoop van het warandehuis en park in 1974.
In 1977 werd hij burgervader van het gefusioneerde Groot Haaltert.
- 1982-1988 : Willy Michiels (CL) (1937-2020)
- 1989-2004 : Valentine Tas (VLD)(1939-2015)
- 2004-2006 : Willy Michiels (waarnemend) (Open Vld) (1937-2020)
- 2007-2012 : Roger Coppens (Open Vld) (1946- )
- 2013-2024 : Veerle Baeyens (N-VA) (1970- )

Van 2013-2018 leidde zij een coalitie bestaande uit N-VA, Open en Liberaal en sp.a. Samen vormden ze de meerderheid met 13 op 25 zetels. Ook in 2018 werden de verkiezingen gewonnen en ging Baeyens een tweede ambtstermijn in tot 2024 een coalitie bestaande uit N-VA, CD&V en sp.a. Samen vormden ze de meerderheid met 14 op 25 zetels.
- 2024-heden: Phaedra Van Keymolen (CD&V) (1976 -)

Van Keymolen leidt een coalitie bestaande uit haar partij CD&V, die de grootste werd bij de verkiezingen van oktober 2024 en Samen Haaltert, een lijst die voortkwam uit de Centrumlijst en Open en Liberaal. De partijen hebben een nipte meerderheid van 13 op 25 zetels.

### Resultaten gemeenteraadsverkiezingen sinds 1976
| Partij of kartel     | Partij of kartel                                               | 10-10-1976 | 10-10-1976 | 10-10-1982 | 10-10-1982 | 9-10-1988 | 9-10-1988 | 9-10-1994 | 9-10-1994 | 8-10-2000 | 8-10-2000 | 8-10-2006 | 8-10-2006 | 14-10-2012 | 14-10-2012 | 14-10-2018 | 14-10-2018 | 13-10-2024 | 13-10-2024 |
| Stemmen / Zetels     | Stemmen / Zetels                                               | %          | 25         | %          | 25         | %         | 25        | %         | 25        | %         | 25        | %         | 25        | %          | 25         | %          | 25         | %          | 25         |
| -------------------- | -------------------------------------------------------------- | ---------- | ---------- | ---------- | ---------- | --------- | --------- | --------- | --------- | --------- | --------- | --------- | --------- | ---------- | ---------- | ---------- | ---------- | ---------- | ---------- |
|                      | CVP1/ CD&V+N-VAA/ CD&V2                                        | 38,591     | 11         | 32,151     | 9          | 32,31     | 9         | 26,941    | 8         | 24,531    | 7         | 30,49A    | 8         | 21,122     | 5          | 16,042     | 4          | 28,22      | 8          |
|                      | VU1 / VU&ID2/ CD&V+N-VAA/ N-VA3                                | 18,171     | 4          | 10,91      | 2          | 10,661    | 2         | 8,061     | 1         | 6,042     | 1         | 30,49A    | 8         | 21,873     | 6          | 26,513     | 8          | 17,63      | 5          |
|                      | PVV1/ VLD2/ Centrumpartij-VLD3/ Centrumlijst4/ Samen^Haaltert5 | -          |            | 7,471      | 1          | 9,171     | 2         | 45,182    | 14        | 43,232    | 13        | 43,92     | 12        | 27,63      | 7          | 21,934     | 7          | 19,75      | 5          |
|                      | CL                                                             | 31,02      | 8          | 36,5       | 10         | 36,19     | 10        | 45,182    | 14        | 43,232    | 13        | 43,92     | 12        | 27,63      | 7          | 21,934     | 7          | 19,75      | 5          |
|                      | Open en Liberaal                                               | -          |            | -          |            | -         |           | -         |           | -         |           | -         |           | 16,62      | 4          | 7,64       | 1          | 19,75      | 5          |
|                      | SP1/ sp.a2/ Vooruit3                                           | 12,221     | 2          | 12,991     | 3          | 11,691    | 2         | 9,511     | 2         | 9,731     | 2         | 12,052    | 2         | 12,792     | 3          | 8,052      | 2          | 8,43       | 1          |
|                      | Vlaams Blok1/ Vlaams Belang2                                   | -          |            | -          |            | -         |           | -         |           | 7,591     | 1         | 12,822    | 3         | -          |            | 11,812     | 3          | 18,82      | 5          |
|                      | AGALEV / Groen                                                 | -          |            | -          |            | -         |           | -         |           | 6,49      | 1         | -         |           | -          |            | -          |            | -          |            |
|                      | H(Eerlijk)                                                     | -          |            | -          |            | -         |           | -         |           | -         |           | -         |           | -          |            | -          |            | 7,3        | 1          |
| Anderen(*)           | Anderen(*)                                                     | -          |            | -          |            | -         |           | 10,31     | 0         | 2,39      | 0         | 0,74      | 0         | -          |            | 8,03       | 0          | -          |            |
| Totaal stemmen       | Totaal stemmen                                                 | 12055      | 12055      | 12549      | 12549      | 12843     | 12843     | 12892     | 12892     | 13159     | 13159     | 13538     | 13538     | 13314      | 13314      | 13780      | 13780      | 9583       | 9583       |
| Opkomst %            | Opkomst %                                                      |            |            |            |            | 96,59     | 96,59     | 94,95     | 94,95     | 94,87     | 94,87     | 96,01     | 96,01     | 93,29      | 93,29      | 93,7       | 93,7       | 63,8       | 63,8       |
| Blanco en ongeldig % | Blanco en ongeldig %                                           | 1,39       | 1,39       | 2,56       | 2,56       | 3,71      | 3,71      | 3,32      | 3,32      | 3,02      | 3,02      | 9,06      | 9,06      | 4,42       | 4,42       | 4,1        | 4,1        | 1,5        | 1,5        |

De zetels van de gevormde meerderheid staan vetjes afgedrukt. De grootste partij is in kleur.

De rode cijfers naast de gegevens duiden aan onder welke naam de partijen telkens bij een verkiezing opkwamen.

(*) 1994: KLIJN (5,43%), Anders (4,88%) / 2000: Vivant / 2006: VIVE / 2018: GLG Haaltert (4,78%), Jeannine (1,63%), P.A.T. (1,62%),

## Toerisme
Door dit dorp loopt onder meer de Molenbeekroute en Denderende steden. Het dorp heeft een museum, het Mini Museum Mussenzele. Van 2005 tot 2021 was er ook het museum De Patrijs '44 dat was gewijd aan het verzet in de Tweede Wereldoorlog. 

## Sport
In Haaltert speelde de voetbalclub KRC Haaltert; deze fusioneerde in 2020 met FC Kerksken tot KFC Kerksken-Haaltert. Ook is er een turnclub (Sint-Paulus, ontstaan in 1965), tennisclub (T.C. Lareveld) en zijn er twee kaatsclubs in Terjoden en Kerksken. Tot slot is op de voetbalvelden van Ede een G-sportclub (G-Sport 9450) actief.

## KSA Sint-Jan Haaltert
Op 15 april 1933 werd de lokale KSA opgericht in de Volkskring, met 15 studenten. In 2023 werd het 90-jarig bestaan van de KSA Sint-Jan Haaltert gevierd. Het ledenaantal stond toen op 175.

## Geboren of getogen in Haaltert
- Baron Louis De Sadeleer (1852-1924), voorzitter van de Kamer van volksvertegenwoordigers, senator
- Louis Benoit D'haeseleer (1911-1988), politicus
- Gilbert Redant (1912-1999), schrijver, componist en cabaretier, heeft Haaltert uitvoerig beschreven
- Paul Eeckhout (1917-2012), museumdirecteur, architect
- Paula D'Hondt (Kerksken 1926-2022), politica
- Paul Ghijsels (1939-2019), journalist BRT, cabaretier, volkszanger en presentator "Van pool tot evenaar"
- Nera Redant (1947), dichteres
- Paul Roelandt (1953), Vlaamse zanger, bekend van "Mijn Dorpje"
- Aimé De Gendt (1994), wielrenner

## Nabijgelegen kernen
Kerksken, Terjoden, Nieuwerkerken